# الدار الكبيرة (رواية)
الدار الكبيرة هي رواية للكاتب محمد ديب صدرت عام 1952 عن دار النشر سوي. وهي الجزء الأول من ثلاثية الجزائر، والعملان الآخران هما الحريق والنول. استغرق محمد ديب أكثر من خمس سنوات لكتابة روايته، وقد نفذت طبعتها الأولى بعد شهر واحد.

## القصة
تدور أحداث القصة في مدينة تلمسان غرب الجزائر، عام 1939، وتحكي حياة عائلة كبيرة وفقيرة تعيش في ظلّ الاستعمار الفرنسي. البطل، عُمر، هو طفل صغير يبلغ من العمر حوالي عشر سنوات وهو دومًا جائع، أو ببطن الخاوية دائما. يعيش عمر وعائلته في غرفة صغيرة في الدار الكبيرة أو كما تسمى «دار السبيطار».  تعمل الأم عيني بجد لإعالة أسرتها، لكن المال الذي تكسبه لا يكفي حتى لشراء الخبز. وهي في حالة ذهول من شكاوى أطفالها اليومية، وتلعن زوجها الراحل الذي ذهب للراحة وتركها في بؤس. الجدة ماما  تخلى عنها أطفالها؛ فهي فم آخر لإطعامه. من بين كل سكان دار السبيطار، برز حميد السراج، شاب مثقف ومحترم. فهو بالتالي رمز الثورة والوعي . وأزعج اعتقاله سكان الدار المتواضعة. جمعت الحرب الوشيكة سكان تلمسان في الشوارع. أذهل هذا المشهد عمر ودفعه إلى المستقبل، ليكون رجلاً. وتختتم الرواية بتجمع العائلة حول المائدة لتناول العشاء. ابتسامة عمر تقدم بصيص أمل ليوم جديد.

## نقد
تنتمي رواية "الدار الكبيرة"، التي صدرت عام 1952، إلى الأدب الجزائري المكتوب باللغة الفرنسية أو الأدب الكولونيالي كما يطلق عليه البعض.
تُقدم رواية «الدار الكبيرة» صورةً مُؤثرةً لحياة عائلةٍ فقيرةٍ . من خلال هذه العائلة، يُسلط ديب الضوء على معاناة الشعب الجزائري، ويُعبّر عن آماله في الحرية والاستقلال. ففي زمن الجزائر المُسْتَعمرة، كان الفقر والجوع يستهلكان الأجساد والعقول. منذ بداية الرواية حتى نهايتها، لم يعد الأمر سوى إيجاد القليل من الخبز لإشباع الجوع. وهكذا يصبح الخبز غاية في حد ذاته. عمر طوال الرواية لم يتوقف عن التفكير في الخبز. هذا الجوع يحول الشخصيات. عيني، على سبيل المثال، أصبحت «غير إنسانية» حتى تجاه والدتها التي عاملتها بوحشية. يتغير سلوكها بفضل السلال المليئة بالخضروات واللحوم التي أعادها ابن عمها مصطفى. خلال الأيام التي تلت ذلك، بقيت عيني لفترة أطول مع جدتها. ولم تتجادل المرأتان أكثر. توقفت الجدة عن أنينها. كان عيني متفهمةً. الغذاء لديه القدرة على تحويل نفسية الإنسان.
الرواية جزء من قصة واقعية للحياة اليومية لأهل تلمسان. موضوع المؤلف هو إظهار واقع المستعمر لتعزيز الوعي. والموضوع السائد في هذه الرواية هو الجوع والفقر.
كان يكفي أن يكون لديها قليل من الفحم، عند المساء، حتى تملأ الحلة ماء، وتدع الماء يغلي على النار . وتطلب إلى أولادها الذين ينتظرون بفارغ الصبر، أن يهدأوا قليلا. انها تقول لهم من حين إلى حين:

- اصبروا قليلا .

فكان الأولاد يزفرون زفرات اذعان. وكان  الوقت ينقضي . 

- سيكون الطعام  جاهزًا بعد لحظة. 
وصف لويس أراغون، شاعر فرنسا، ثلاثية محمد ديب بأنها «مذكرات الشعب الجزائري». ولا يختلف جوهر الرواية عن نفس المشكلة الني عالجها مولود فرعون في سردياته عيد الميلاد.

## الشخصيات
- عمر : الشخصية الرئيسة، طفل
- عيني : أم عمر المكافحة
- حميد السراج، شاب مثقف ومحترم وناشط شيوعي.

## تكريمات وأعمال مشتقة
- نالت الرواية جائزة فينون.[16]
- حول المخرج مصطفى بديع عام 1974 رواية الدار الكبيرة إلى التلفزيون الجزائري على شكل مسلسل، وهو مسلسل تلفزيوني جزائري يتناول مرحلة من مراحل الاحتلال الفرنسي للجزائر مقتبس من هذه الرواية ورواية الحريق.

## الترجمة إلى العربية
- الدار الكبيرة: ترجمة سامي الدروبي، مؤسسة دار الهلال، مصر، أكتوبر 1970م. 236017001 وأُصدرت طبعة ثالثة عن دار الوحدة، بيروت، لبنان سنة 1981 745117664
- الدار الكبيرة: ترجمة فارس غصوب، منشورات المؤسسة الوطنية للاتصال و النشر و الإشهار،الجزائر، 2007م. 174449925

## الملاحظات
1. ↑  دار جماعية تتجمع فيها عدة عائلات وتتقاسم الفناء والمطبخ والمراحيض
2. ↑  مشلولة
3. ↑  كما تشهد هذه الفقرة. : «لكنهن شعرن نحو حميد بمزيد من الاحترام، شعرن  نحوه باحترام جديد لم يستطعن  هن أنفسهن أن يفهمنه، احترام يضاف إلى الاحترام الذي يشعرن به فطرة تجاهكل رجل » (ص 55 من ترجمة سامي الدروبي، دار الهلال، 1970).
4. ↑  وهو ناشط شيوعي

### فهرس
1. ↑  صالح 2023
2. ↑  britannica
3. ↑  حفناوي 2022، صفحة 238
4. ↑  Amhis-Ouksel 2006، صفحة 34
5. ↑  MOHELLEBI 2022
6. ↑  حضري 2023، صفحات 223–231
7. ↑  عشاب 2021، صفحات 32–52
8. ↑  Karimmbata 2023
9. ↑  Still 2019، صفحة 75
10. ↑  Woodhull 2000، صفحات 66–78
11. ↑  Meddi 2021
12. ↑  مومن 2016، صفحات 285–300
13. ↑  شبال 2021، صفحات 24-41
14. ↑  أبو نضال 2006، صفحة 231
15. ↑  حفناوي 2022، صفحة 210
16. ↑  حفناوي 2022، صفحة 237

### معلومات كاملة للمراجع
بالعربية
- صالح، سليمان (16 يوليو 2023). ""الحريق" ونبوءة الثورة الجزائرية.. دور الأدب في قيادة الكفاح". الجزيرة نت. مؤرشف من الأصل في 2024-03-25. اطلع عليه بتاريخ 2024-05-01.
- حضري، محمد الأمين (1 يناير 2023). "ترجمة النص الأدبي بين البعد الثقافي وأهمية المتلقي – رواية الدار الكبيرة لمحمد ديب أنموذجا". Journal of Languages and Translation. ج. 3 ع. 1: 223–231. ISSN:2773-3505. مؤرشف من الأصل في 2024-05-01. اطلع عليه بتاريخ 2024-05-01.
- عشاب، آمنة (30 ديسمبر 2021). "صورة الثورة الجزائرية في الخطاب الروائي الجزائري ثلاثية " محمد ديب" ( الدار الكبيرة ، الحريق ، النول) أنموذجا". أفانين الخطاب. ج. 1 ع. 2: 32–52. ISSN:2830-8247. مؤرشف من الأصل في 2024-05-01. اطلع عليه بتاريخ 2024-05-01.
- مومن، سعد (15 ديسمبر 2016). "الطعام و الجوع في رواية "الدار الكبيرة " للكاتب : محمد ديب". دراسات وأبحاث. ج. 8 ع. 25: 285–300. ISSN:2253-0363. مؤرشف من الأصل في 2020-11-24. اطلع عليه بتاريخ 2024-05-01.
- شبال، سميرة (30 مارس 2021). "إشكالية الفقر و الجوع في روايتي جيرمينال لإميل زولا و الدار الكبيرة لمحمد ديب دراسة تحليلية مقارنة". مجلة إشكالات في اللغة و الأدب. ج. 10 ع. 1: 24–41. مؤرشف من الأصل في 2024-05-01. اطلع عليه بتاريخ 2024-05-01.
- حفناوي، رشيد (13 نوفمبر 2022). اثر الرواية الانجلو امريكية في الرواية الجزائرية باللغة الفرنسية. دار اليازوري العلمية. مؤرشف من الأصل في 2024-05-01. اطلع عليه بتاريخ 2024-05-01.
- أبو نضال، نزيه (2006). التحولات في الرواية العربية. AIRP. ISBN:978-9953-36-900-6. مؤرشف من الأصل في 2024-05-01. اطلع عليه بتاريخ 2024-05-01.

بالإنجليزية
- "La Grande Maison | work by Dib | Britannica". www.britannica.com (بالإنجليزية). Archived from the original on 2024-04-03. Retrieved 2024-04-03.
- Still, Edward John (14 Jan 2019). Representing Algerian Women: Kateb, Dib, Feraoun, Mammeri, Djebar (بالإنجليزية). Walter de Gruyter GmbH & Co KG. ISBN:978-3-11-058610-7. Archived from the original on 2024-04-03. Retrieved 2024-05-01.
- Woodhull، Winifred (2000). "Mohammed Dib and the French Question". Yale French Studies ع. 98: 66–78. DOI:10.2307/2903228. ISSN:0044-0078. مؤرشف من الأصل في 2024-04-03. اطلع عليه بتاريخ 2024-05-01.
- Meddi, Adlene (31 Mar 2021). "In pictures: Impressions of a lost world in pre-independence Algeria". Middle East Eye (بالإنجليزية). Archived from the original on 2024-04-03. Retrieved 2024-04-03.

بالفرنسية
- Amhis-Ouksel, Djoher (2006). Dar sbitar: une lecture de la Grande maison de Mohammed Dib (بالفرنسية). Casbah éditions. ISBN:978-9961-64-556-7. Archived from the original on 2024-04-03. Retrieved 2024-05-01.
- MOHELLEBI, Aomar (9 May 2022). "Mohammed Dib est décédé en mai 2003 : Le petit Omar de la «Grande Maison»". lexpressiondz.com (بالفرنسية). Archived from the original on 2024-05-01. Retrieved 2024-05-01.
- Karimmbata (13 Apr 2023). "La grande maison Mohammed Dib". critiqueslibres.com (بالفرنسية). Archived from the original on 2024-04-03. Retrieved 2024-04-03.